# Марголиус, Дэвид Самуэль
Дэ́вид Са́муэль Марго́лиус (англ. David Samuel Margoliouth; 17 октября 1858, Лондон — 22 марта 1940, там же) — британский историк, востоковед-арабист, исламовед, полиглот.

## Биография
Родился в семье миссионера Езекиеля Маргулиса, перешедшего из иудаизма в англиканскую церковь и ведущего миссионерскую деятельность среди британских евреев. Дядя (брат отца) — Мозес Марголиут (1815—1881), автор работ по истории евреев в Англии, миссионер. Семья происходила из Сувалок.
Окончил школу в Винчестере и университет в Оксфорде.
В 1889—1937 годах — профессор арабского языка Оксфордского университета.
В 1934—1937 годах — президент Королевского азиатского общества Великобритании и Ирландии.

## Научное наследие
Автор работ по исламу, политической истории и истории культуры Арабского халифата в X веке, по истории культурных связей в Аравии доисламского периода, арабской историографии.
Издал ряд памятников арабской письменности, в том числе всеобщую историю Ибн Мискавейха (X—XI века), биографический словарь ученых и литераторов Йакута (XIII век) и др.

### Труды
- The early development of Mohammedanism. — L., 1914.
- The eclipse of the Abbasid Caliphate. — V. 1—7. — Oxford, 1920—1921.
- Mohammed and the rise of Islam. — L.—N.Y., 1923.
- The relations between Arabs and Israelites prior to the rise of Islam. — L., 1924.
- Lectures on Arabic historians. — Calcutta, 1930.